# Ioan Șnep
Ioan Șnep (Avasfelsőfalu, 1966. július 12. –) olimpiai ezüstérmes román evezős. Felesége Doina Șnep-Bălan olimpiai ezüstérmes evezős.

## Pályafutása
Nemzetközi sikereit kormányos négyesben érte el. Az 1988-as szöuli olimpián ezüstérmet szerzett társaival. 1989-ben és 1991-bent a világbajnokságon két ezüstérmet nyert.

## Sikerei, díjai
- Olimpiai játékok – kormányos négyes
  - ezüstérmes: 1988, Szöul
- Világbajnokság
  - ezüstérmes: 1989 (kormányos kettes), 1991 (kormányos négyes)